# Neeltje
Neeltje ist ein weiblicher Vorname.

## Herkunft und Bedeutung
Neeltje ist der niederländische Diminutiv von Neel bzw. von Cornelia. Außer in den Niederlanden ist der Name auch im friesischen Sprachraum verbreitet.

## Namensträger
- Neeltje de Vlieger, niederländische Malerin (1600/1610–1662 ?)
- Elly Nannenga-Bremekamp, geboren als Neeltje Elizabeth Bremekamp (1916–1996), niederländische Botanikerin
- Neeltje Karelse, niederländische Leichtathletin
- Ella Kalsbeek geb. Neeltje Adriana Jasperse, niederländische Politikerin

## Sonstiges
- Neeltje Jans, künstliche Insel in der Provinz Zeeland
- Neeltje, benannter Venuskrater